# الكونفدرالية الأرجنتينية
الكونفدرالية الأرجنتينية (بالإسبانية: Confederación Argentina)‏ هو حالياً أحد الأسماء الرسمية لدولة الأرجنتين (بحسب المادة 35 من دستور البلاد)، وتاريخياً كان اسم الدولة بين عامي 1831 و1852، عندما نظَّمت المقاطعات الإسبانية - التي تكوِّن الأرجنتين الآن - نفسها على شكل كونفدرالية من دون رأس دولة. كان محافظ بوينس آيرس هو المسؤول عن العلاقات الدبلوماسية خلال عهد الكونفدرالية، وقد نجحت الكونفدرالية تحت حكمه بالتصدِّي لغزوات أجنبية من بوليفيا والأوروغواي وفرنسا وبريطانيا، فضلاً عن التعامل مع الاضطرابات الداخلية نتيجة حرب الأرجنتين الأهلية.
في سنة 1852 تم إقصاء رئيس الكونفدرالية السابق - جوان دي روزاس - من الحُكم إثر هزيمته في معركة كاسيروس، فأصبح الرئيس خلفاً له جوستو أركويزا. دعى أركويزا مجلساً تشريعياً في سنة 1853 لوضع دستور جديد للأرجنتين، إلا أنَّ بوينس آيرس قاومت أركويزا وانسحبت من الكونفدرالية سنة 1852، لتتحوَّل إلى دولة عرفت باسم ولاية بوينس آيرس ووُلدت منها دولة الأرجنتين الحديثة لاحقاً.